# Gaberje (gmina Ajdovščina)
Gaberje – wieś w Słowenii w gminie Ajdovščina. Pierwsza wzmianka o wsi pochodzi z 1367 roku. W 1987 r. jej nazwa została zmieniona z Gabrje na Gaberje. We wsi znajduje się kościół św. Marcina, należący do Diecezji Koper.